# Patricia Bullrich
Patricia Bullrich [paˈtɾisja ˈβulritʃ], född 11 juni 1956 i Buenos Aires, är en argentinsk politiker. Hon har varit Argentinas säkerhetsminister sedan 10 december 2023. Hon har tidigare innehaft samma befattning mellan 2015 och 2019. Hon har varit aktiv i olika politiska rörelser och stadigt rört sig högerut under sin långa politiska karriär. Som ung var hon aktiv peronist och i början av 2000-talet satt hon i regeringen under den socialliberala presidenten Fernando de la Rúa för att senare profilera sig som konservativ.
I sin ungdom var Bullrich landhockeyspelare men valde sedan att satsa på en karriär som politiker. Hon växte upp i en välbärgad familj och fadern Alejandro Bullrich var kardiolog. Hennes första make Marcelo "Pancho" Langieri hörde till vänstergerillan Montoneros. Hon var själv aktiv i den peronistiska ungdomsrörelsen. Under militärjuntans tid var hon både fängslad och levde en tid i exil. Advokaten Guillermo Yanco har varit hennes partner sedan år 1997.
Bullrich var Argentinas arbetsmarknadsminister mellan 2000 och 2001.
När Mauricio Macri blev Argentinas president 2015, utsågs Bullrich för första gången till säkerhetsminister. Hon innehade befattningen fram till slutet av Macris presidentperiod år 2019.
Bullrich kom på tredje plats i den första omgången av presidentvalet i Argentina 2023 med 23,8 procent av rösterna. Peronisten Sergio Massa var i ledning efter den första omgången och den skandalomsusade Javier Milei på andra plats. Hennes vicepresidentkandidat var Luis Petri. Efter den första omgången gav hon sitt stöd åt libertarianen Milei. Detta gjorde hon trots att hon hade stämt Milei för förtal tidigare under kampanjen när han påstod att hon hade varit aktiv terrorist i Montoneros som ung och varit involverad i dagisbombningar. Efter att Milei var segerrik i den andra omgången, fick Bullrich som belöning uppdraget som säkerhetsminister.